# Ouderlijk gezag
Ouderlijk gezag (voorheen: ouderlijke macht) is het gezag dat de meerderjarige ouders over het minderjarige kind mogen en moeten uitoefenen. Het is geregeld in Boek 1, titel 14 (Nederland) of titel IX (België) van het Burgerlijk Wetboek. Het ouderlijk gezag stopt bij ontheffing of ontzetting uit het ouderlijk gezag en uiteraard als het kind meerderjarig is. Als het gezag door anderen dan de (juridische) ouders wordt uitgeoefend, dan spreekt men van voogdij.

## Ontzetting uit het ouderlijk gezag (België)
In België wordt de ontzetting uit het ouderlijk gezag geregeld door artikels 32 tot 35 van de Wet op de Jeugdbescherming. Ze kan uitgesproken worden door de Jeugdrechtbank op vordering van het openbaar ministerie indien:
- de vader of de moeder veroordeeld is tot een criminele of correctionele straf wegens een strafbaar feit gepleegd op zijn kind of met behulp van een van de kinderen ;
- de vader of de moeder de gezondheid, de veiligheid of de zedelijkheid van het kind in gevaar brengt, door slechte behandeling, misbruik van gezag, kennelijk slecht gedrag of erge nalatigheid ;
- de vader of de moeder huwt met een persoon die van het ouderlijk gezag is ontzet.

De ontzetting geldt niet per definitie ten aanzien van alle kinderen. De jeugdrechter kan zijn uitspraak inderdaad beperken tot één of enkele kinderen en kan er ook voor kiezen om slechts een gedeeltelijke ontzetting uit te spreken.

### Volledige ontzetting
Dit slaat op alle rechten die uit het ouderlijk gezag voortvloeien. Dit betekent voor de ouder ten aanzien van de kinderen voor wie de ontzetting is uitgesproken :
- dat de kinderen niet bij hem of haar kunnen verblijven of door hem of haar opgevoed kunnen worden ;
- dat hij of zij de kinderen niet meer kan vertegenwoordigen, geen toestemmingen meer kan verlenen voor hun handelen of om hun goederen te beheren ;
- dat hij of zij is uitgesloten van het recht van genot van de goederen van de kinderen ;
- dat hij of zij is uitgesloten van het recht om levensonderhoud van zijn kinderen te vorderen ;
- dat hij of zij is uitgesloten van het recht om hun nalatenschap geheel of gedeeltelijk te verkrijgen ;
- dat hij of zij geen voogd, pleegvoogd, toeziende voogd, lid van een familieraad, curator of speciaal raadsman van de moeder-voogdes kan zijn. Het recht om toe te stemmen in de adoptie van zijn kind blijft echter bestaan, tenzij de jeugdrechter dit uitdrukkelijk zou verbieden.

'Gedeeltelijke ontzetting' slaat op de rechten die de rechtbank bepaalt.

### Provoogd
De 'provoogd' is de persoon die door de jeugdrechtbank wordt aangewezen om de rechten uit te oefenen waaruit de ouders of een van hen ontzet worden en om de uit deze rechten voortvloeiende verplichtingen na te komen. Vader en moeder worden voor die aanstelling wel gehoord door de jeugdrechtbank.
Wanneer slechts een van de ouders uit de ouderlijke macht is ontzet, wijst de jeugdrechter in principe de 'andere ouder' aan om hem te vervangen, tenzij dit niet in het belang van de minderjarige zou zijn.

## Ouderlijk gezag in Nederland
Het ouderlijk gezag wordt van rechtswege verkregen door:
- de moeder uit wie het kind is geboren
- de echtgenoot van de moeder uit wie het kind is geboren
- de echtgenote van de moeder uit wie het kind is geboren, tenzij het kind voor de geboorte is erkend door een man
- de mannelijke geregistreerd partner van de moeder uit wie het kind is geboren
- de vrouwelijke geregistreerd partner van de moeder uit wie het kind is geboren, tenzij het kind is erkend voor de geboorte door een man
- door adoptie

De erkenner van het kind krijgt alleen het gezag door een rechterlijke beslissing.
Iemand die het ouderlijk gezag uitoefent:
- is verantwoordelijk voor verzorging en opvoeding van het kind (dit is een recht en een plicht);
- is de wettelijk vertegenwoordiger van het kind;
- beheert het vermogen van een kind;
- is onderhoudsplichtig.

Het gezag eindigt:
- als het kind 18 jaar wordt. In dit geval blijven de ouders onderhoudsplichtig tot het kind 21 is;
- als het kind als alleenstaande moeder van 16 of 17 jaar op haar verzoek door de rechter meerderjarig wordt verklaard, zodat zij zelf het ouderlijk gezag over haar kind op zich kan nemen. In Nederland is geen "automatische" regeling van het gezag over een kind van een minderjarige moeder. Dit leidt tot grote problemen bijvoorbeeld bij ziekenhuisopname van de baby;[bron?]
- door ontheffing of ontzetting uit het ouderlijk gezag.

Ontheffing en ontzetting zijn zware maatregelen, die alleen worden toegepast als daar ernstige aanleiding toe is. Vaak gaat het dan om gevallen waarin het kind mishandeld, ernstig verwaarloosd of misbruikt wordt.
Juridische procedures omtrent het ouderlijk gezag kunnen in Nederland sinds 1 mei 2007 niet meer voor de kantonrechter worden gebracht, maar moeten worden aangespannen bij de rechtbank. Daarvoor is altijd de tussenkomst van een advocaat voor nodig.
Artikel 279 Sr betreft onttrekking van een minderjarige aan het wettelijk gezag (waaronder ouderlijk gezag). Het valt onder Titel XVIII, Misdrijven tegen de persoonlijke vrijheid, al is het delict niet direct gerelateerd aan vrijheid van de minderjarige.